# 大动乱的年代
《大动乱的年代》是王年一著文化大革命通史著作，是世界公认的文革史研究代表作。 1988年出版，1996年再版，2004年出版修订版，2009年由人民出版社再版。

## 评论
- 王年一：“‘官方’和出版社对拙著的书稿没有提出过任何修改意见，没有删削。”[2]
- 马若德：“在我看来最好的中文‘文革’著作是王年一的《大动乱的年代》。”[3]“他采取传统中国历史学者的方式记录文革，因为他别无选择。他不能在书中指名道姓，于是他采用别的方式，例如引用他人的语句。读者可以通过这些语句来推测他试图传达的信息，例如哪些人有罪，哪些人无罪。”[4]
- 沈迈克：“在中共中央关于文革的‘官方路线’的限制下，王年一成功地写出了尤为值得一读的文革史……王的这部书充满了低调的反讽，同时也不乏对某些个人和群体的偏重。作者极其郑重地承认虽然研究文革已有多年但是还有一些问题弄不清楚……正是因为这些显而易见的矛盾都悬而未决，王的文革历史著述比起过去中国出笼的‘路线斗争’历史要好多少。他在书中引用了大段以前保密的文件。”[5]沈迈克和马若德著《毛泽东最后的革命》多次引用《大动乱的年代》未出版的修改本。